# 키루스의 무덤
키루스의 무덤(페르시아어: آرامگاه کوروش بزرگ)은 아케메네스 제국의 시조인 키루스 2세의 무덤이다. 이란의 파르스주에 파사르가다에에 위치해있으며, 파사르가다에는 과거의 수도였다. 기원전 6세기경에 만들어진것으로 추정되며, 2004년에 유네스코 세계문화유산으로 지정되었다.
키루스 2세는 종교 및 문화에서 포용적인 자세를 보여준 통치로 널리 알려졌으므로, 2020년대에 들어 키루스의 무덤은 보수적인 규율에 저항하는 이란의 여성주의자들이 널리 참배하는 문화적 상징으로 자리잡고 있다.

## 갤러리

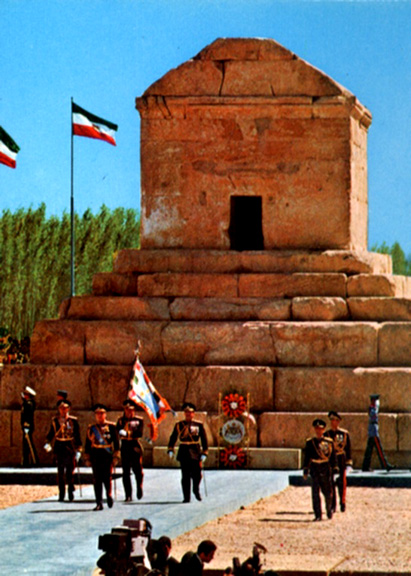
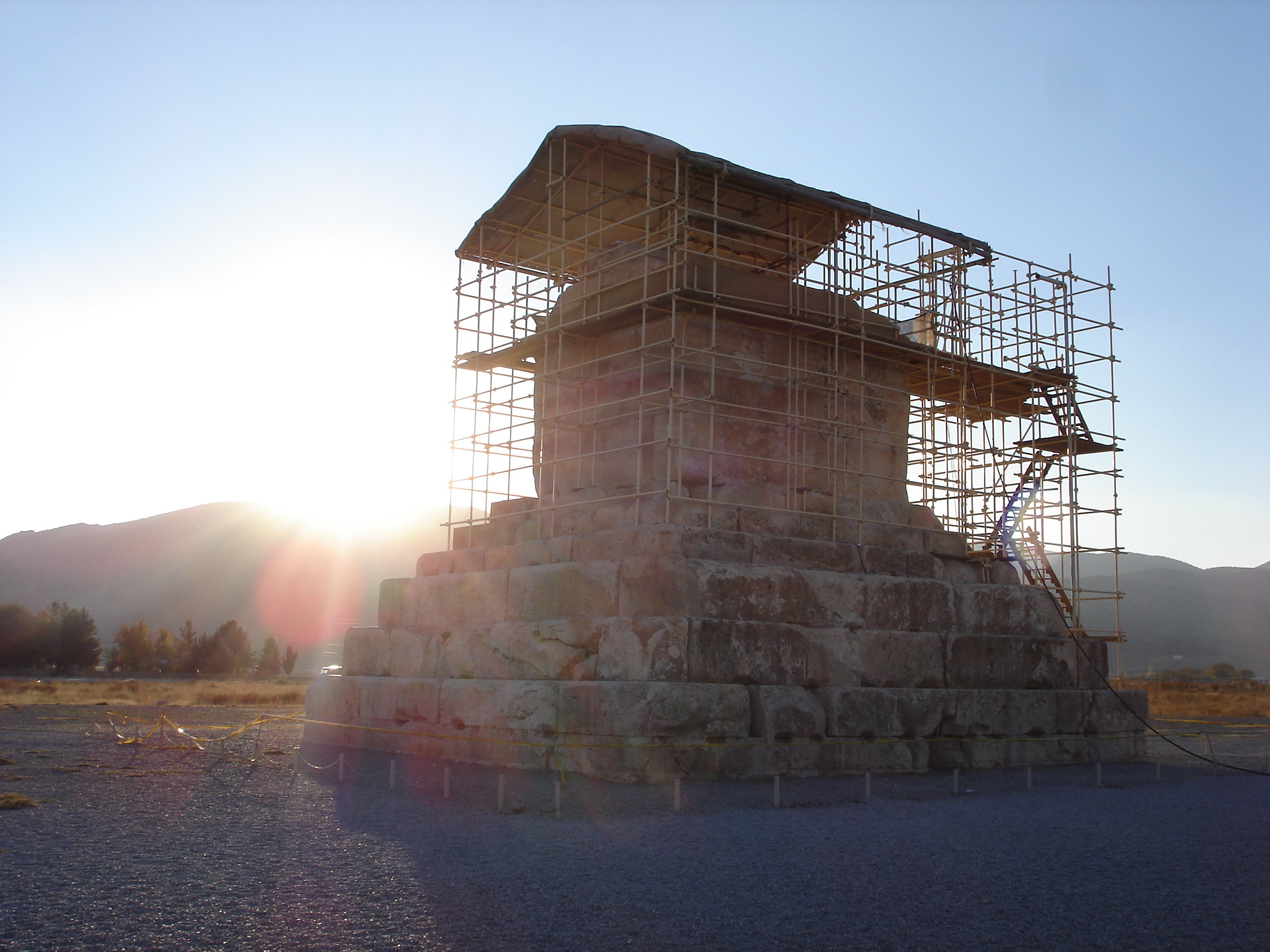
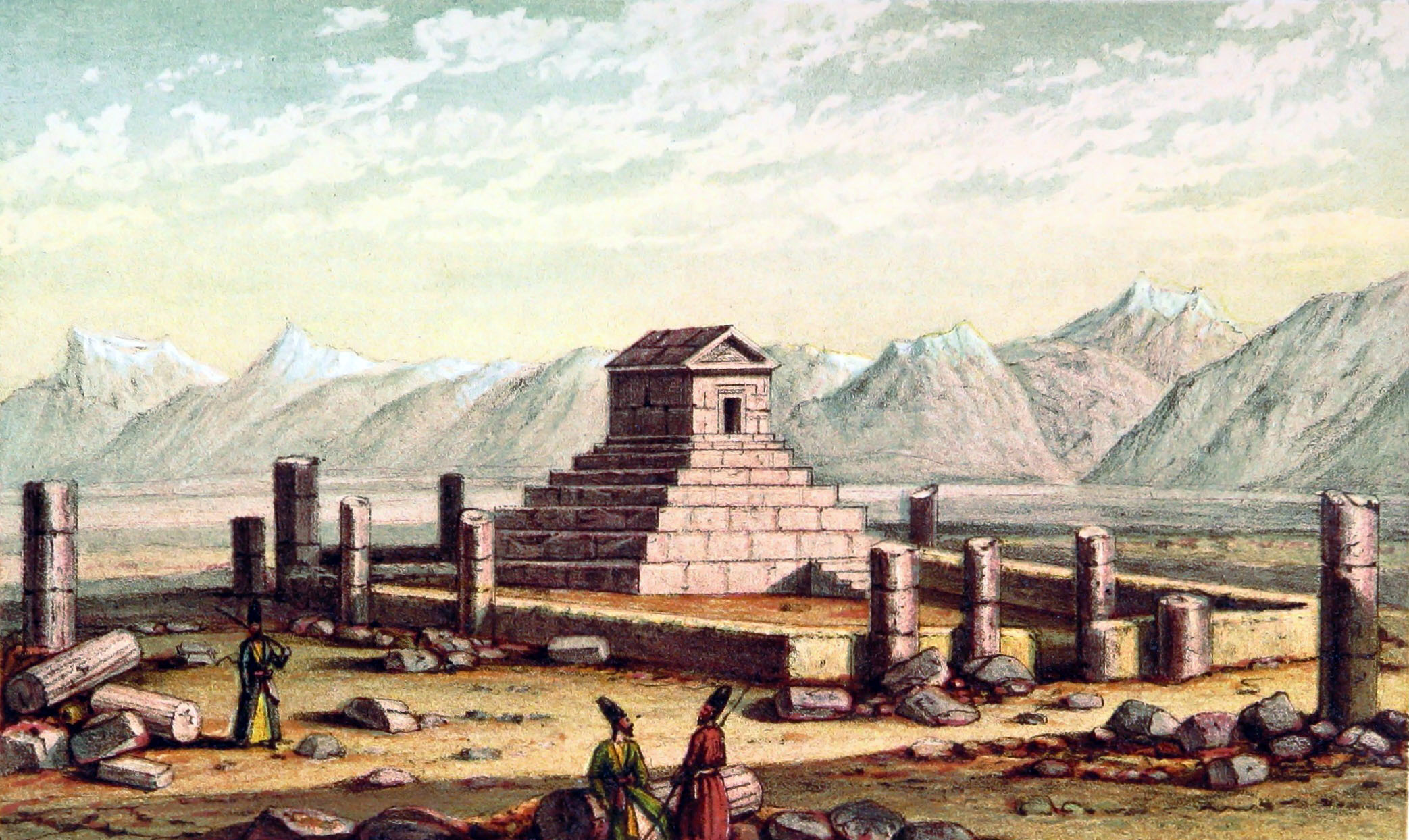

## 같이 보기
- 키루스 2세